# Bessenay
Bessenay – miejscowość i gmina we Francji, w regionie Owernia-Rodan-Alpy, w departamencie Rodan.
Według danych z 1990 r. gminę zamieszkiwało 1611 osób, a gęstość zaludnienia wynosiła 115 osób/km² (wśród 2880 gmin regionu Rodan-Alpy Bessenay plasuje się na 530. miejscu pod względem liczby ludności, natomiast pod względem powierzchni na miejscu 840.).